# Bianca Erwee
Bianca Erwee (* 4. März 1990 in Hoopstad) ist eine ehemalige südafrikanische Siebenkämpferin, die auf kontinentaler Ebene Erfolg hatte.
Sie gewann 2012 und 2014 bei den Afrikameisterschaften jeweils eine Bronzemedaille und belegte bei der Sommeruniversiade 2013 den zehnten Platz.
Ihren persönlichen Rekord von 5715 Punkten erreichte sie im März 2013 in Germiston.